# ルリマツリ
ルリマツリ（瑠璃茉莉、学名：Plumbago auriculata）は、イソマツ科ルリマツリ属の植物。大きな空色の花弁を付ける、観賞用植物である。別名はアオマツリ。

## 特徴
南アフリカ原産の植物であり、南アフリカでは自生している。幹は直立し、枝分かれし、先端はややつる状になる。多年生草本とする文献と、低木とする文献がある。高さは1.5 mほどであるが、放任すると4 - 5 mまで生長する。
葉は互生し、長楕円形またはへら形で、長さは5 - 6 cmである。鈍頭であるが、先端はややとがる。短い葉柄を持つ。
花はかたまって咲き、長さ5 cm、直径2.5 cmで、5つの空色（淡青色）の花弁を持つ。白色の品種「アルバ」、薄紫色の品種「ブルームーン」もある。花筒は長く、3 - 4 cmになり、基部に粘性を帯びた短毛が密集する。穂状花序で春から秋にかけてよく開花し、長期にわたって咲き続ける。萼（がく）は筒状で5裂し、裂片は倒卵形をとる。萼には柔毛がある。蒴果（さくか）は長楕円形で、5室ある。染色体数は2n=14。
属名の Plumbago はラテン語で「鉛」を、種形容語 auriculata（アウリクラータ）は「耳形の」を意味する。シノニムは Plumbago capensis で、種形容語 capensis は「喜望峰産の」という意味である。和名のルリマツリ（瑠璃茉莉）のルリは花の色、マツリはマツリカ（ジャスミン）に似た花の姿に由来する。

## 栽培

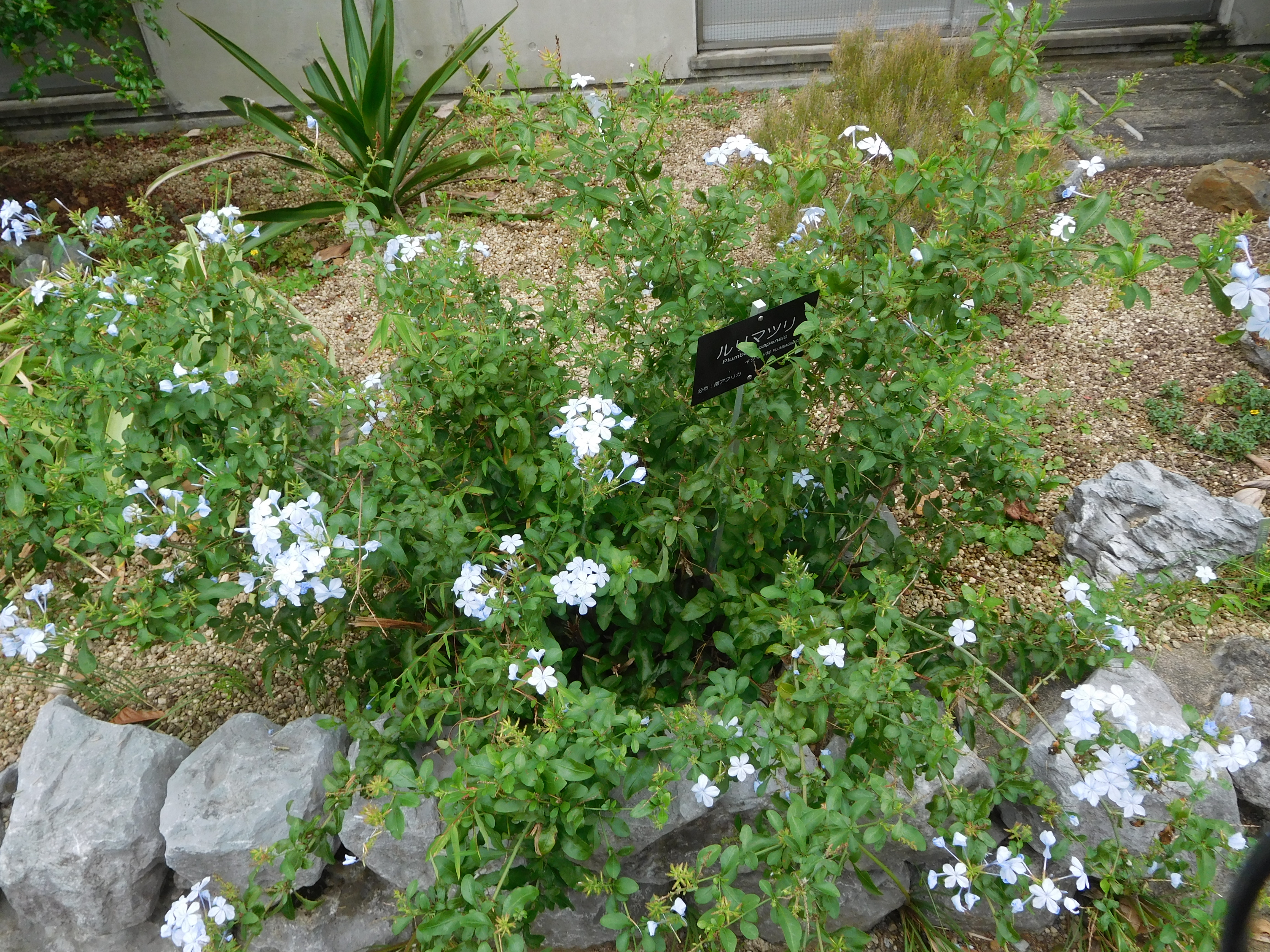
花壇に植えられたルリマツリ（筑波実験植物園）

ルリマツリ属の中では最も市場に出回る種である。ブルームーンの名で流通することもある。南アフリカ原産であり、熱帯では露地栽培、温帯では温室栽培される。ヨーロッパへの移入は1818年のことである。鉢植えもできるが、温室栽培が一般的である。北半球の温帯では温室で越冬させ、5月頃に花壇に移植し、夏から晩秋にかけて花を楽しむことができる。日光を好み、水はけのよい土壌を好むため、日当たり不良で多湿な環境の場合、茎や葉が伸びて容易に花が咲かなくなることがあるので、植木鉢のまま花壇に埋めてしまう方法もある。
ほぼ1年を通して花が咲き、特に春から秋にかけて咲きやすい。開花後に剪定する。冬季は7 - 8℃以上に保つ必要がある。常緑性であるが、日本では冬の寒さで葉が枯れてしまうことも少なくない。
挿し木（挿し芽）で増やすのが一般的であるが、根茎で増やすこともできる。挿し木の場合、2 - 8月に若い新条の先端を5 - 6 cmに切って砂に挿す。古株の場合は4 - 5月頃に植木鉢から抜いて株分けする。生育速度は速い。
実生の場合、2 - 3月に砂とピートを混ぜた床にまき、15 - 21℃を保つ必要がある。ただし日本ではほとんど種子が採取できない。